# FC VSS Košice
FC VSS Košice byl slovenský fotbalový klub z Košic. V letech 2015–2017 působil ve slovenské druhé nejvyšší soutěži. Založen byl v roce 2005 pod názvem MFK Košice, který měl navazovat na tradici zaniklého 1. FC Košice (1. FC hrávalo nejvyšší slovenskou ligu, v roce 2003 sestoupilo do 2. ligy). FC VSS zanikl v roce 2017 po dlouholetých finančních potížích.
Sídlil v Košicích, jeho domácím hřištěm byl Štadión Lokomotívy v Čermeli s kapacitou 9 600 diváků.

## Historie

### Před rokem 2005
Názvy košického klubu se v průběhu historie měnily od prvního Kassai AC, přes Törekvés, Čs.ŠK, Jednotu, Dynamo ČSD, VSS až po 1. FC. Hrával v nejvyšší československé soutěži, kde se nejlépe umístil na druhém místě v sezóně 1970/71 (jako VSS Košice). V samostatné slovenské soutěži dvakrát (v letech 1. slovenská fotbalová liga 1996/97 a Mars superliga 1997/98) vybojoval titul. Největším mezinárodním úspěchem košického klubu byla účast v základní skupině Ligy mistrů 1997/98, kde však v konkurenci Manchesteru United, Juventusu Turín a Feyenoordu Rotterdam skončil bez bodu poslední.
Nástupcem zaniklého klubu 1. FC Košice se stal Městský fotbalový klub založený v 17. června 2005. Nově vzniklý klub nahradil od sezóny 2005/06 druholigový FC Steel Trans Ličartovce. Hned v první sezóně vybojoval postup do 1. ligy.

### Zadlužení klubu a následný zánik
Po několika sezónách v nejvyšší soutěži byl klub v roce 2015 přeřazen do 2. ligy. Rozhodnutí padlo dne 22. května na zasedání OOLK (Odvolací orgán licenčného konania), který potvrdil rozhodnutí POLK (Prvostupňovy orgán licenčného konania) o neudělení licence na 1. ligu pro nesplnění určitých finančních kritérií. Vedení klubu následně na to oznámilo, že od nového ročníku budou Košice hrát jenom druhou nejvyšší soutěž. 3. června 2015 pak klub poprvé v historii změnil název, kdy se z MFK Košice přejmenoval na FC VSS Košice.
V srpnu 2016 prezident VSS Košice Blažej Podolák oznámil, že se klub nedohodl na nájemní smlouvě pro sezónu 2016/17 s majiteli Štadióna Lokomotívy v Čermeli, což znamenalo stěhování klubu z Košic. V jednání bylo pronájem stadionu Steel Slovakia Arena s kapacitou 5 000 diváků v Moldave nad Bodvou, klub hrál chvíli ve sportovním areálu Haniska. V září 2016 se situace stabilizovala a podepsala se nájemní smlouva s majiteli štadióna Lokomotívy v Čermeli do konce sezóny 2016/17 a mužstvo se vrátilo do Košic. Finanční podporu poskytl i bývalý hráč klubu Nemanja Matić.
Na začátku června 2017 se dostaly na povrch další informace o dluzích klubu v podobě neplacení platu hráčů za období pěti až šesti měsíců. Dle nich se klub potýkal s kritickou finanční situací. Několik dnů po těchto informacích oznámilo klubové vedení v čele s Blažejem Podolákem oficiální stanovisko k finančním problémům klubu. Mužský tým nebyl dle stanoviska přihlášen do čerstvě vybojované nejvyšší soutěže, a dokonce byla odhlášena všechna mládežnická družstva ze soutěží pro sezónu 2017/18. Ve zmíněném stanovisku pak Blažej Podolák potvrdil konečný zánik VSS z důvodu těžkého zadlužení a jeho nechuti dále ztrátovou organizaci financovat. I přes tyto události byla ten den podána přihláška A-týmu do Fortuna ligy. Ovšem den poté se ukázalo, že se tak stalo bez potřebné dokumentace a národní svaz se takto podanou přihláškou rozhodl dále nezaobírat.
I přesto vše bylo VSS později přihlášeno alespoň do druhé ligy, kde mělo odehrávat své domácí zápasy v azylu žilinského stadionu pod Dubňom. Dne 27. července 2017 ovšem vedení klubu ohlásilo i konec ve druhé lize a definitivní ukončení sportovní činnosti k tomuto dni.

## Získané trofeje
- Slovenský fotbalový pohár ( 2x )
  - 2008/09[17], 2013/14[18]

## Historické názvy
Zdroj:
- 2005 – MFK Košice (Mestský futbalový klub Košice)
- 2015 – FC VSS Košice

## Umístění v jednotlivých sezonách
Stručný přehled
Zdroj:
- 2005–2006: 2. liga
- 2006–2015: 1. liga
- 2015–2017: 2. liga – sk. Východ

Jednotlivé ročníky
Zdroj:
Legenda: Z - zápasy, V - výhry, R - remízy, P - porážky, VG - vstřelené góly, OG - obdržené góly, +/- - rozdíl skóre, B - body, červené podbarvení - sestup, zelené podbarvení - postup, fialové podbarvení - reorganizace, změna skupiny či soutěže
| Slovensko (2005 – 2017) |                           |        |    |    |    |    |    |    |     |    |        |
| Sezóny                  | Liga                      | Úroveň | Z  | V  | R  | P  | VG | OG | +/− | B  | Pozice |
| 2005/06                 | 2. liga                   | 2      | 30 | 23 | 4  | 3  | 67 | 12 | +55 | 73 | 1.     |
| 2006/07                 | Corgoň liga               | 1      | 28 | 10 | 5  | 13 | 31 | 35 | -4  | 35 | 5.     |
| 2007/08                 | Corgoň liga               | 1      | 33 | 13 | 6  | 14 | 45 | 44 | +1  | 45 | 6.     |
| 2008/09                 | Corgoň liga               | 1      | 33 | 14 | 10 | 9  | 48 | 42 | +6  | 52 | 4.     |
| 2009/10                 | Corgoň liga               | 1      | 33 | 8  | 9  | 16 | 32 | 57 | −25 | 29 | 11.    |
| 2010/11                 | Corgoň liga               | 1      | 33 | 8  | 9  | 16 | 24 | 39 | −15 | 33 | 10.    |
| 2011/12                 | Corgoň liga               | 1      | 33 | 6  | 11 | 16 | 25 | 40 | −15 | 29 | 11.    |
| 2012/13                 | Corgoň liga               | 1      | 33 | 12 | 11 | 10 | 38 | 33 | +5  | 47 | 5.     |
| 2013/14                 | Corgoň liga               | 1      | 33 | 13 | 7  | 13 | 41 | 40 | +1  | 46 | 5.     |
| 2014/15                 | Fortuna liga              | 1      | 33 | 11 | 8  | 14 | 43 | 48 | −5  | 41 | 6.     |
| 2015/16                 | DOXXbet liga – sk. Východ | 2      | 20 | 13 | 3  | 4  | 36 | 15 | +21 | 42 | 1.     |
| 2015/16                 | Mistrovská skupina        | 2      | 30 | 18 | 5  | 7  | 48 | 23 | +25 | 56 | 3.     |
| 2016/17                 | 2. liga – sk. Východ      | 2      | 18 | 15 | 2  | 1  | 28 | 17 | +21 | 47 | 1.     |
| 2016/17                 | Mistrovská skupina        | 2      | 30 | 19 | 4  | 7  | 40 | 27 | +13 | 61 | 1.     |

## Účast v evropských pohárech
| Ročník  | Soutěž             | Kolo        | Klub                | Doma | Venku | Celkem |
| ------- | ------------------ | ----------- | ------------------- | ---- | ----- | ------ |
| 2009/10 | Evropská liga UEFA | 3. předkolo | FK Slavija Sarajevo | 3:1  | 2:0   | 5:1    |
| 2009/10 | Evropská liga UEFA | 4. předkolo | AS Řím              | 3:3  | 1:7   | 4:10   |
| 2014/15 | Evropská liga UEFA | 2. předkolo | FC Slovan Liberec   | 0:1  | 0:3   | 0:4    |

## MFK Košice „B“
MFK Košice „B“ byl rezervní tým Košic, hrající do sezóny 2014/15 DOXXbet ligu (2. nejvyšší soutěž). Největšího úspěchu dosáhl v sezóně 2007/08, kdy se ve 2. lize (2. nejvyšší soutěž) umístil na 8. místě. Rezervní tým zanikl v roce 2015 po vyloučení A-mužstva z nejvyšší soutěže.

### Umístění v jednotlivých sezonách
Stručný přehled
Zdroj:
- 2006–2009: 1. liga
- 2009–2011: 2. liga – sk. Východ
- 2011–2014: 3. liga – sk. Východ
- 2014–2015: 2. liga

Jednotlivé ročníky
Zdroj:
Legenda: Z - zápasy, V - výhry, R - remízy, P - porážky, VG - vstřelené góly, OG - obdržené góly, +/- - rozdíl skóre, B - body, červené podbarvení - sestup, zelené podbarvení - postup, fialové podbarvení - reorganizace, změna skupiny či soutěže
| Slovensko (2006 – 2015) |                           |        |    |    |   |    |    |    |     |    |        |
| Sezóny                  | Liga                      | Úroveň | Z  | V  | R | P  | VG | OG | +/- | B  | Pozice |
| 2006/07                 | 1. liga                   | 2      | 14 | 3  | 7 | 4  | 9  | 9  | 0   | 16 | 10.    |
| 2007/08                 | 1. liga                   | 2      | 33 | 10 | 7 | 16 | 41 | 47 | -6  | 37 | 8.     |
| 2008/09                 | 1. liga                   | 2      | 33 | 6  | 8 | 19 | 32 | 57 | -25 | 26 | 11.    |
| 2009/10                 | 2. liga – sk. Východ      | 3      | 30 | 8  | 6 | 16 | 40 | 53 | -13 | 30 | 13.    |
| 2010/11                 | 2. liga – sk. Východ      | 3      | 30 | 10 | 6 | 14 | 38 | 47 | -9  | 36 | 12.    |
| 2011/12                 | 3. liga – sk. Východ      | 3      | 32 | 12 | 6 | 14 | 53 | 55 | -2  | 42 | 11.    |
| 2012/13                 | 3. liga – sk. Východ      | 3      | 30 | 12 | 6 | 12 | 47 | 51 | -4  | 42 | 9.     |
| 2013/14                 | 3. liga – sk. Východ      | 3      | 30 | 12 | 8 | 10 | 51 | 38 | +13 | 44 | 7.     |
| 2014/15                 | DOXXbet liga – sk. Východ | 2      | 22 | 5  | 6 | 11 | 30 | 40 | -10 | 21 | 10.    |
| 2014/15                 | O udržení – sk. Východ    | 2      | 32 | 10 | 7 | 15 | 45 | 50 | -5  | 37 | 10.    |